# Каннские львы

Логотип Международного фестиваля рекламы «Каннские львы»

Международный фестиваль творчества «Каннские львы» (фр. Festival international de la créativité Lions Cannes, англ. Cannes Lions International Festival of Creativity) считается наиболее авторитетным международным фестивалем производителей рекламы. Этот фестиваль продолжительностью от 5 до 7 дней ежегодно проводится во французском городе Канны, обычно в третью неделю июня. Хотя на фестивале также проводятся семинары, учебные курсы и общественные мероприятия для работников рекламной отрасли, его главным событием является церемония награждения почётными наградами («Львами») лучших работ года в области рекламы.

## История фестиваля
Как вспоминает президент фестиваля Роже Хатчуэл (Roger Hatchuel):
Все началось в 1953 году. В то время за пределами США рекламисты из всех аудио- и видеосредств имели в своем распоряжении только кинематограф, поскольку коммерческое телевидение тогда ещё не было развито в Европе. Инвестиции в рекламные киноролики оставляли желать лучшего, и поэтому независимые подрядчики вращались в очень тесном кругу и все знали друг о друге. В итоге они основали свою ассоциацию.
Фестиваль был создан ассоциацией Screen Advertising World (Всемирная ассоциация экранной рекламы), для продвижения своих услуг и приглашения потенциальных клиентов. Фестиваль стал проводиться ежегодно в Венеции или Каннах. До начала 1980-х гг. к участию в конкурсе не принимались телевизионные рекламные ролики, мотивируя это тем, что ассоциация специализируется на кинорекламе.
В 1985 году  председатель ассоциации Screen Advertising World Роже Хатчуэл заявил, что откажется от своего поста, если управление фестивалем не станет профессиональным, а сам фестиваль не станет коммерческим.
Вскоре после этих событий было решено отказаться от проведения фестиваля в Венеции, так как в этом городе часто проходили забастовки транспортников, а в центральной части города, где селили участников фестиваля, гостиницы были очень дорогими. Таким образом фестиваль стал Каннским.
В 1987 Роджер Хэтчуэл начал привлекать частные инвестиции для продвижения Каннского фестиваля.
В 1992 право на участие в Каннском фестивале получила печатная реклама.
В 1998 была учреждена награда «Cyber Lion» за лучшую рекламу в Интернете.
В 2004 Роджеру Хэтчуэлу был 71 год и он хотел уйти на покой, к тому моменту он управлял фестивалем на протяжении 17 лет. Передать проведение фестиваля сыну Роуману он не смог, так как тот не был в этом заинтересован и незадолго до этого ушел с поста исполнительного директора. 9 августа Хэтчуэл совершил продажу Международного фестиваля рекламы «Каннские львы» британской медиагруппе «EMAP» за 52,5 миллиона фунтов стерлингов.
В 2005 право на участие в Каннском фестивале получила радиореклама.
В 2006 была учреждена награда «Promo Lions».
В 2007 была учреждена награда «Integrated Lions».
В 2008 была учреждена награда«Design Lions»
В 2012 были учреждены награды «Branded Content & Entertainment Lions» и «Mobile Lions».
В настоящее время Председателем фестиваля (Executive Chairman) является Терри Сэвидж (Terry Savage).

## Символ фестиваля
Символом фестиваля является лев. Этот символ появился благодаря Венеции, где, наряду с Каннами, проводился фестиваль в первые годы существования. Крылатый лев – символ Святого Марка, оберегающего Венецию.

## Награды фестиваля
Главным событием Каннского фестиваля считается церемония награждения. Лучшие, по мнению жюри, работы награждаются Бронзовыми, Серебряными, Золотыми львами и Гран-при в ряде категорий: «Film Lions», «Press Lions», «Outdoor Lions», «Direct Lions», «Media Lions», «Cyber Lions», «Promo Lions», «Integrated Lions», «Design Lions», «Branded Content & Entertainment Lions» и «Mobile Lions».
Фестиваль имеет категории как для рекламных кампаний, так и для достижений в технической области. В каждом из этих случаев награда «Gold Lion» (Золотой лев) присуждается лучшим участникам в категории. Затем одному из обладателей «Золотых львов» присуждается наивысшая награда за лучшее рекламное произведение года в своей категории — «Grand Prix» (Гран-при). Дополнительно, «Львы» присуждаются в различных подкатегориях, относящихся к особым областям рынка (например, благотворительность, социальная реклама) или различным номинациям рекламы (например, «Лев за музыкальное совершенство»). Также фестиваль вручает ежегодную награду «Сеть года» лучшей рекламной сети, «Агентство года», а также «Palme d’Or» («Золотая пальмовая ветвь») лучшей производственной студии года.
Рекламная продукция, в основном, представляется агентствами, которые её создали, хотя правилами фестиваля это не ограничивается и любой, оплативший взнос, может предложить своё рекламное произведение. Судейство осуществляет жюри, состоящее из творческих директоров рекламных агентств всего мира. Члены жюри награждают рекламные произведения как за идею, так и за её воплощение. Каждое жюри возглавляет его президент. В числе последних президентов жюри в категории рекламных роликов были Боб Ишервуд (Bob Isherwood) агентства «Saatchi & Saatchi» и Дэн Веден (Dan Wieden) агентства «Wieden + Kennedy». Члены жюри не участвуют в голосовании при рассмотрении работ, относящихся к их собственной стране.

## Критика
В адрес жюри Каннского фестиваля нередко звучали обвинения в предвзятом голосовании и в допуске к участию «роликов-призраков», которые создавались исключительно для фестиваля и никогда не появлялись на экранах телевизоров. Неодобрительный свист в ходе показа ролика, занявшего призовое место, в случае, если зрители не согласны с решением жюри, даже стало традицией.

## Статьи и примеры
1. 1 2 3  Тангейт, Марк. 18. Каннские противоречия // Всемирная история рекламы = Adland: A Global History of Advertising. — Альпина Диджитал, 2007. — 440 с. — ISBN 978-5-9614-3024-0.
2. ↑  Emap buys Cannes advertising festival (англ.). the Guardian (10 августа 2004). Дата обращения: 24 августа 2022. Архивировано 24 августа 2022 года.